# Dinarthrum chotta
Dinarthrum chotta är en nattsländeart som beskrevs av Schmid 1961. Dinarthrum chotta ingår i släktet Dinarthrum och familjen kantrörsnattsländor. Inga underarter finns listade i Catalogue of Life.